# Голубничая, Мария Васильевна
Мария Васильевна Голубничая (24 февраля 1924, Дубовка, Ставропольский край — 22 августа 2015) — советская легкоатлетка, чемпионка Европы, призёр Олимпийских игр. Заслуженный мастер спорта СССР (1953).

## Биография
Родилась в 1924 году в селе Дубовка Шпаковского района Ставропольского края.
В старших классах школы увлеклась спортом, стала чемпионкой края по гимнастике. 22 июня 1941 года, на следующий день после выпускного вечера, началась Великая Отечественная война. Голубничая в составе своей тренировочной группы отправилась в военкомат проситься на фронт, но вместо этого молодёжь была отправлена на сельхозработы, а когда были мобилизованы преподаватели физкультуры — 17-летняя Голубничая прошла краткосрочные курсы и стала преподавателем общефизической подготовки в средней школе.
Голубничая отправила заявления в московский и ленинградский институты физкультуры, и была зачислена в ленинградский. Вместе с ним она отправилась в эвакуацию, и во Фрунзе получила вызов в московский институт. Поначалу она специализировалась на гимнастике, но затем переключилась на лёгкую атлетику. Свой первый норматив мастера спорта СССР она выполнила в толкании ядра, а после войны в 1946 году стала мастером спорта по пятиборью (в то время пятиборье состояло из двух видов прыжков, двух метаний, и бега на 100 м).
В 1950 году в программу многоборья вошёл бег с барьерами. СССР готовился принять участие в своих первых Олимпийских играх, и на предолимпийских сборах стало ясно, что Мария Голубничая — лучшая в стране в барьерном беге. На Олимпиаде в Хельсинки Голубничая выиграла серебряную медаль в беге на 80 м с барьерами. В 1954 году она выиграла чемпионат Европы, а на Олимпийских играх 1956 года в Мельбурне во время бега подвернула ногу, и финишировала лишь 5-й.
С 1959 года перешла на тренерскую работу.
Урна с прахом захоронена в колумбарии Донского кладбища.

### Семья
Муж — Калинин Николай Кузьмич (1910 — 11.1982). Спортсмен (легкая атлетика), тренер, арбитр, спорторганизатор. Мастер спорта СССР. Заслуженный тренер РСФСР.

## Награды
- Орден «Знак Почёта» (27.04.1957) — «за успехи, достигнутые в деле развития массового физкультурного движения в стране, повышения мастерства советских спортсменов, и успешное выступление на международных соревнованиях»